# Вакансія (фільм)
«Вакансія» (рос. «Вакансия») — російська радянська музична кінокомедія за мотивами п'єси  О. М. Островського «Прибуткове місце».

## Сюжет
Жадов, чесний, але бідний чиновник, намагається отримати вільне місце столоначальника. Таким чином він хоче домогтися руки Поліньки — дівчини доброї й наївної. Такої самої посади домагається інший чиновник, Бєлогубов, але вже заради своїх особистих інтересів. Він збирається одружитися з Юлінькою, сестрою Поліни, недалекою, але практичною дівчиною. Але прибуткове місце може дістатися тільки одному.

## У ролях
- Леонід Каюров —  Жадов
- Ролан Биков —  Аристарх Володимирович Вишневський
- Олег Табаков —  Яким Якимович Юсов
- Віктор Проскурін —  Бєлогубов
- Катерина Васильєва —  Фелісата Герасимівна Кукушкіна
- Марина Яковлєва —  Полінька Кукушкіна
- Тетяна Догілева —  Юлінька Кукушкіна, сестра Поліньки
- Віра Івлєва —  Стеха, покоївка

## Знімальна група
- Режисер:  Маргарита Мікаелян
- Сценарист: Маргарита Мікаелян
- Оператор:  Генрі Абрамян
- Композитор:  Геннадій Гладков
- Художник:  Олександр Бойм
- Слова до пісень:  Юлій Кім (в титрах під псевдонімом Ю. Михайлов)